# 음악의 숲
《음악의 숲, 정승환입니다》는 MBC FM4U의 라디오 프로그램으로, 오전 1시부터 오전 2시까지 방송되었으나 2019년 9월 30일 가을 개편으로 1시간 추가된 밤 12시부터 오전 2시까지 방송된다. 가수 정승환이 진행했었고, 2020년 MBC 봄 개편으로 2년 만에 폐지되었다.

## 역대 방송시간
| 방송 채널 | 방송 기간                         | 방송 시간                  |
| --------- | --------------------------------- | -------------------------- |
| MBC FM4U  | 2018년 4월 9일 ~ 2019년 9월 29일  | 매일 새벽 1:00 ~ 새벽 2:00 |
| MBC FM4U  | 2019년 9월 30일 ~ 2020년 5월 10일 | 매일 밤 12:00 ~ 새벽 2:00  |

## 코너

### 매일 코너
- 사연과 신청곡
- 밤의 산책자들
- 내 인생의 단 한곡
- 숲의 노래

### 요일별 코너
- 금 : 인디라디오, Live Forest
- 토 : 영화의 숲 with 박혜은 더스크린

편집장 / 음악의 숲, 추천 음반